# Claude Alardet
Claude Alardet, né à Gray dans la Haute-Saône le 23 juillet 1759 et mort à Blois le 15 mars 1848, fut élu comme représentant à la Chambre dite des « Cent-Jours » pour l'arrondissement de Vendôme (Loir-et-Cher). 
Conseiller de préfecture de Loir-et-Cher, il abandonna ses fonctions pendant son mandat de député, du 10 mai au 13 juillet 1815, puis se retira à Blois pendant la Restauration. Il ne retrouva son poste qu'en 1830. En 1832 il devint secrétaire général de la préfecture jusqu'à sa retraite en 1840.

## Sources
« Claude Alardet », dans Adolphe Robert et Gaston Cougny, Dictionnaire des parlementaires français, Edgar Bourloton, 1889-1891 [détail de l’édition]